# 王吉甫 (外科专家)
王吉甫（1928年—2016年2月12日），男，江苏绍兴人，中国胃肠外科专家，曾任中山大学附属第一医院教授、博士生导师。